# W-SIM

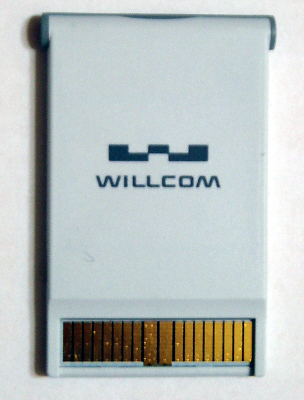
W-SIM
（RX410IN）

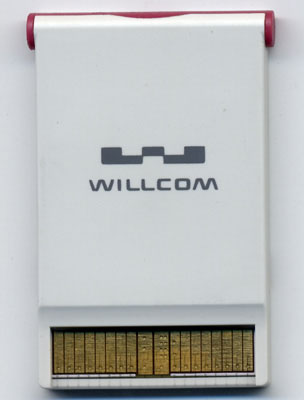
W-SIM
（RX420AL）

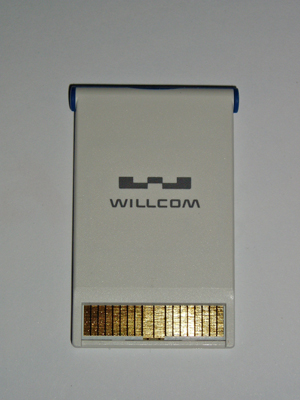
W-SIM
（RX420IN）

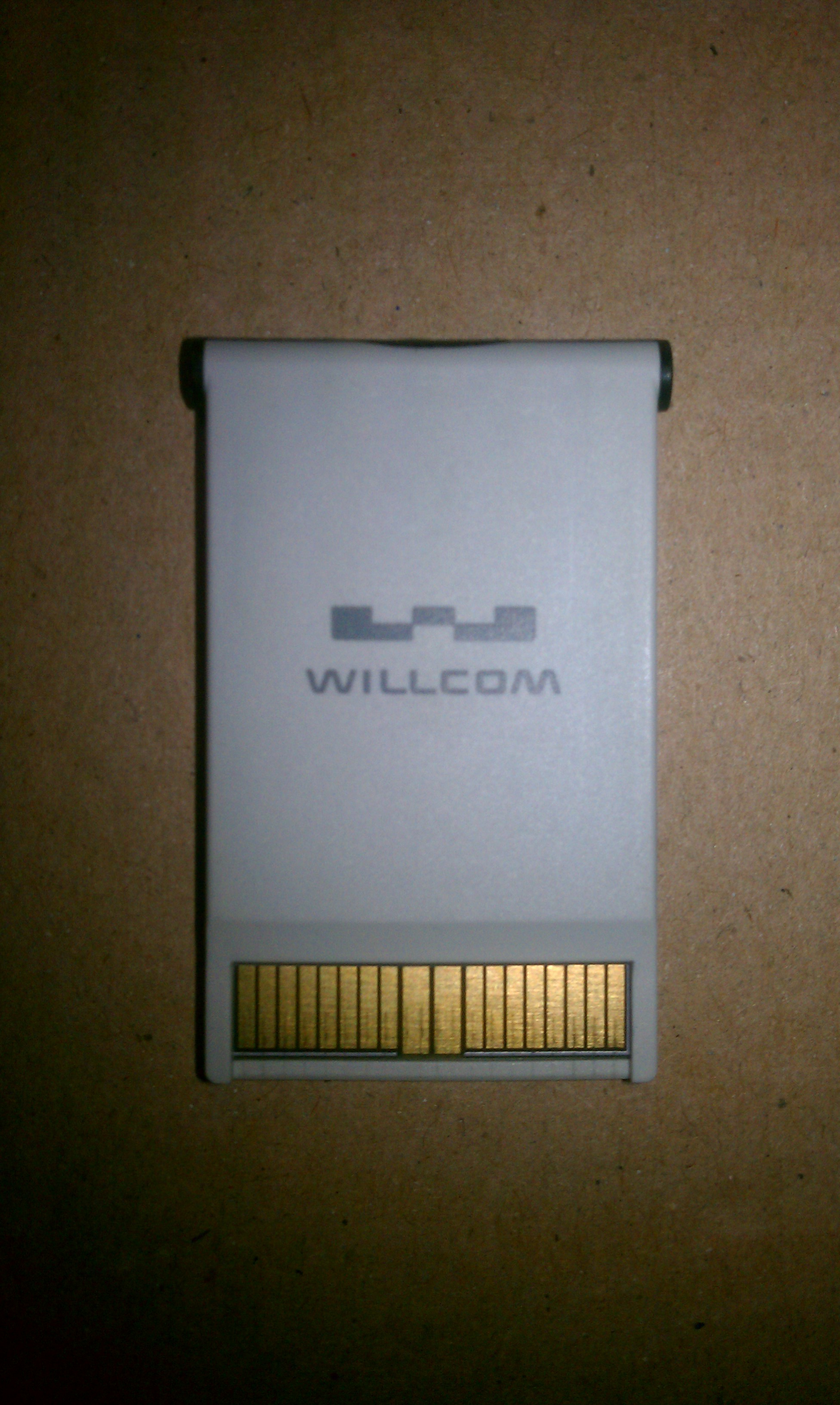
W-SIM
（RX430AL）

W-SIM（ダブリュー・シム、ウィルコム・シム）は、PHS事業者のウィルコムが開発した、PHS無線通信部分のみをモジュール化したカード型端末である。

## 概要
2005年7月7日、「WILLCOM コアモジュール戦略」の一環として発表。縦42.0×横25.6×厚さ4.0mmという超小型サイズの中に、PHSのアンテナ部・無線通信部・電話帳等へ利用するためのユーザーメモリーが納められている。W-SIMを挿入して使用する端末の事を"SIM STYLE"と呼ぶ。
ウィルコムの前身であるDDIポケットが2004年7月21日に展示会「ワイヤレス ジャパン」にて発表した、ジャケットフォンとR-SIMがその起源である。
電波出力の大きな携帯電話では無線通信モジュール部分の発熱量が大きく、放熱のために一定以上の大きさが必要とされるが、電波出力が小さいPHSでは小型モジュールに収めることが可能であり、通信モジュールと端末の分離に成功した。
なお「SIM」と付いているものの、第3世代移動通信システムなどで用いられているSIMカードとの互換性はない。
「WILLCOMコアモジュール戦略」では、W-SIMは個人・法人向け、CSCエンジンは法人向けと位置づけられていた。2005年12月に「WILLCOMコアモジュール」の振興をはかることを目的とする「WILLCOMコアモジュールフォーラム」が設立された。
2010年には、インベンテック・アプライアンシズ（IAC）よりW-SIM型のGSMモジュールである「CM-G100」が発売。また「WILLCOMコアモジュールフォーラム」会員企業により、W-CDMA方式や中国のTD-SCDMA方式に対応したW-SIMモジュールの提供が計画されていた。
2011年には、W-SIM本体に、microSIMを挿入するタイプのUMTS端末をネットインデックスがコンセプトモデルとして公表した。

## 特徴
通信機能がモジュール化され、電話機と分離されることにより、SIM STYLEのメーカー側には
- 無線機器に関する技術基準適合証明の取得に関する作業の省略
- 製品開発期間の短縮とそれによる開発コストの縮小
- 無線機器開発技術のないメーカーでの開発・生産
- 少数ロットでの生産[5]

等が可能となるメリットがあった。そのため、懸賞プレゼントや企業・店舗のオリジナルアイテムへの対応がしやすいほか、固定電話機型端末やへぇボタン型端末など、電話の枠にとらわれない多種多様な端末への導入も検討されていた。
もっとも、モジュールであっても電波を送受信していることには変わりは無いため、例えば、送信電波の自身への回り込みによるオーディオ出力のノイズ重畳や、逆に自身の出したノイズの回り込みによる受信感度の低下など、無線技術の無いメーカーに対するハードルがまったく無くなったわけではなかった。
デメリットとしては、モジュール内にアンテナも組み込む必要があるために、通常の端末に比べて感度が劣ることであった。電波の条件の良い場所でしか利用しないのであれば問題はないが、そうではない場所で用いると、通常端末でなら利用可能な場所でも使えない、通話できても音質が劣る、データ通信の速度が劣る、等が起こり得た。
一方、ユーザー側にとっては、
- 機種変更なしで同一電話番号でのSIM STYLE端末の持ち替え
- W-SIMに置いた電話帳データを複数の端末で共用
- W-SIMの機種変更で、同じ端末をより高性能な物としての使用

等が可能になった。実際に一部SIM STYLE端末のW-SIMを同梱しない単体販売、契約1回線でTTとW-ZERO3等の通話用＋スマートフォンのパッケージ販売もされており、状況に応じた端末持ち替えは手軽に行えた。
しかし実際にはキッズケータイpapipo!等、W-SIMの電話帳の読み出し・書き込みに対応していない端末もあった。また、端末本体とW-SIMモジュールの互換性確認や、通信モジュール・端末本体それぞれファームウェアのアップデートやオンラインサインアップなどが必要となる場合があった。例として、
- W-ZERO3に添付のW-SIMを初期状態のままW-ZERO3 [es]に差し替えると、W-SIMのバージョンアップが要求され、それを行わないと一切の通話・データ通信が行えない。
- W-ZERO3 [es]と9(nine)間ではW-SIMの差し替え時には、一般的にオンラインサインアップを要する。

などがあった。
また、「Webアクセスの出来ないTTやnico.、Webアクセスがパケット定額の対象にならないキッズケータイpapipo!ではパケット定額を付ける意味が無い」「キッズケータイpapipo!専用のキッズスタジオは他の端末では使用不可」など、SIM STYLE端末によって使えるサービスが異なる。サービスが利用できない端末からはサービス解約も出来ない場合があり、完全な持ち替えに際しては不要な料金が発生し続けないよう使用者側が考慮する必要があった。

## 仕様
| Pin No. | 信号名  | 内容                   | 用途                     |
| ------- | ------- | ---------------------- | ------------------------ |
| 1       | TXD     | UART送信シリアルデータ | シリアルインターフェース |
| 2       | RXD     | UART受信シリアルデータ | シリアルインターフェース |
| 3       | RTS     | UART送信データレディ   | シリアルインターフェース |
| 4       | CTS     | UART送信レディ         | シリアルインターフェース |
| 5       | DTR     | UART受信レディ         | シリアルインターフェース |
| 6       | DCD     | UARTデータキャリア検出 | シリアルインターフェース |
| 7       | RI      | UARTリングインジケータ | シリアルインターフェース |
| 8       | INS     | W-SIM検出信号          | 電源、検出               |
| 9       | Vcc     | 電源                   | 電源、検出               |
| 10      | GND     | グランド               | 電源、検出               |
| 11      | PCMCLK  | PCM CODECクロック      | 音声用                   |
| 12      | PCMSYNC | PCM CODEC同期信号      | 音声用                   |
| 13      | PCMIN   | PCM CODECデータ入力    | 音声用                   |
| 14      | PCMOUT  | PCM CODECデータ出力    | 音声用                   |
| 15      | IF_SEL  | I/F 通知信号           | インターフェース通知     |
| 16      | DISP1   | 状態表示1              | 電界強度用               |
| 17      | DISP2   | 状態表示2              | 電界強度用               |
| 18      | DISP3   | 状態表示3              | 電界強度用               |

各通信モジュールの仕様として、大きさ25.6×42×4mmに定められ、端子は18ピンという独自のシリアルインタフェースになっている。通信方式として音声通話機能のほか、パケット通信や64K/32K PIAFS2.1、フレックスチェンジにも対応し、タイ、台湾（RX430ALはベトナムも含む）での国際ローミングも可能となっていた。
また、PINコードと呼ばれる暗証番号を設定することで、W-SIMのロックを行い、第三者によるW-SIMの無断使用を防ぐことができた。
一部では、各W-SIMのアンテナ部に着けられたカラーから、RX410INは「灰耳」、RX420ALは「赤耳」、RX420INは「青耳」、RX430ALは「黒耳」、CM-G100は「橙耳」と称される。
現行端末はRX430ALだが、一部非対応のジャケットもあるため、RX420INが付属するジャケットもある。

## 端末
2012年11月現在、公式オンラインショップであるWILLCOM STOREではいずれも販売されていない。

### RX410IN
ネットインデックス製。2005年11月25日より対応端末に同梱されていた（単体販売は、なされなかった）。
- アンテナ部のカラー  - グレー
- パケット方式 - 4x/2x/1x
- 質量 - 約8g
- ユーザーメモリ - 約600KB（電話帳約700件相当）
- 国際ローミング対応国 - 台湾・タイ（ただし、ジャケットの対応状況に依存）

### RX420AL
エイビット製・アルテル販売。2006年12月19日発売。対応端末に同梱のほか、単体販売も行われていた。RX410INの仕様に加え、消費電力が下がり、高度化通信規格W-OAMに対応。通話中着信、リモートロックなどの機能が追加された。セットされる端末は、ネットインデックス製を除く一般音声端末に多い傾向がある。2011年8月、エイビットによるサポートが終了した。
- アンテナ部のカラー  - レッド
- パケット方式 - 4x/2x/1x（W-OAM対応）
- 質量 - 約5g
- ユーザーメモリ - 約1MB（電話帳約700件相当）
- 国際ローミング対応国 - 台湾・タイ（ただし、ジャケットの対応状況に依存）

### RX420IN
ネットインデックス製。2007年4月10日発売。W-OAM対応など、基本性能はRX420ALと変わらないが、パケット通信時の消費電力が若干低減している。なお、PIAFS通信時はRX420ALより高い。
以前は単体販売もされていた。また、以前RX410INが同梱されていた端末に同梱されるW-SIMは、当製品発売以降は、ネットインデックス製の音声端末・データ端末やシャープ製スマートフォンを中心にこちらに差し替えられた。ただし、WS008HA等の例外はある。
- アンテナ部のカラー  - ブルー
- パケット方式 - 4x/2x/1x（W-OAM対応）
- 質量 - 約8g
- ユーザーメモリ - 約1MB（電話帳約700件相当）
- 国際ローミング対応国 - 台湾・タイ（ただし、ジャケットの対応状況に依存）

### RX430AL
エイビット製・アルテル販売。ただし、2010年10月以降の製造ロットは、エイビット直接販売に変更。2009年12月17日発売（単体）。RX420ALの仕様に加え、ベトナムローミングおよび高度化通信規格W-OAM type Gに対応。
WS027SHを皮切りに、今後、対応端末に順次同梱。現時点で、WS009KE（nine+ウィルコムガジェット対応版のみ）、WS023TとWS024BFがRX420ALより差し替えが行われている。NS001Uや専用契約をしたカーナビ専用モジュールについては非対応であるほか、WS001IN等、一部対応を明らかにしていないジャケットもある。
- アンテナ部のカラー  - ブラック
- パケット方式 - 4x/2x/1x（W-OAM type G対応）
- 質量 - 約5g
- ユーザーメモリ - 約1MB（電話帳約700件相当）
- 国際ローミング対応国 - 台湾・タイ・ベトナム（ただし、ジャケットの対応状況に依存）

### CM-G100
インベンテック・アプライアンシズ (IAC) 製。販売は、テクニッコジャパン（現・TJC）が輸入元として手がける。2010年4月22日に発売。対応端末には附属せず、オプション扱いで単体販売。また、ウィルコムブランドとしてではなく、サードパーティー扱いとなり、WS027SHでの利用については、ウィルコム・シャープの補償外となる。海外オペレータ発行のSIMカード（日本国内の携帯電話オペレータのUIMカードを利用したプラスティックローミングも可能）を汎用スロットがあるW-SIM対応ジャケット本体に装着することにより、GSM携帯電話として利用可能とする。
- アンテナ部のカラー  - オレンジ
- パケット方式 - GPRS方式（900/1800/1900MHzのトライバンド）
- 質量 - 5.2g
- ユーザーメモリ - 不明

### WIPS01IN
ネットインデックス製。RX420INをベースに「WIPS」と呼ばれるMVNO事業者用機器認証機能が追加されている。データ通信サービス専用で、音声通話やPIAFS接続には非対応。
So-netが提供するbitWarp PDA用にW-ZERO3（WS003SH）とセットで販売された。なおbitWarp PDAサービスを利用する際には、W-ZERO3本体に専用の機器認証設定ツールをインストールすることが必須である。
- アンテナ部のカラー  - ブルー
- パケット方式 - 4x/2x/1x（W-OAM対応）
- 質量 - 約8g

### WS012GS用W-SIM
ネットインデックス製。WS012GS専用のW-SIMで、RX420INのカスタムモデル。WS012GS自体は1xパケット通信のみに対応するが、本モジュールが1x通信のみに制限されているかは不明。

### 中国網通版W-SIM
中国網通集団ブロードバンド応用国家工程実験室有限公司製。2008年4月発売。中国独自のPIMカードに対応するため内部コマンドに互換性がなく、日本のSIM STYLE端末に挿入しても動作しない。仕様表に記載がないため、W-OAMへの対応は不明。なお、現在は中国網通は中国聯通に吸収されているため、同社の小霊通部門は中国聯通が手がけている。
- アンテナ部のカラー  - ブラック
- パケット方式 - 4x/2x/1x（W-OAMへの対応は不明）
- 質量 - 約10g
- ユーザーメモリ - 不明

## SIM STYLE
SIM STYLE端末は基本的に「修理アシストサービス」の対象外だが、W-SIM自体は同サービスの対象となった。また、2007年7月よりWS005INおよびWS009KEが修理アシスト対象に追加され、それ以降に発売された音声端末ジャケットも修理アシスト対象となっていた。
なお、現在WS013の型番が存在しないが、これは海外で縁起が悪い数字のため欠番にした、とのこと。
WS015SHは、WS016SHと同時期にBluetooth認定を通過したが、2011年3月現在、未発表である。

### ウィルコムブランド
ウィルコム#通信端末の項も参照。
WS001IN / "TT" (Tiny Talk)
ネットインデックス製の音声端末。メールに関してはライトメール・ライトEメールにのみ対応し、通常のEメール送受信方式には非対応である。数量限定生産。
WS002IN / "DD" (Data Driver)
ネットインデックス製のデータ通信端末。USBアダプタとして動作する。
WS003SH / W-ZERO3
シャープ製の音声端末。Windows Mobile搭載のスマートフォン。
WS004SH / W-ZERO3
シャープ製の音声端末。WS003SHのハイスペック版。
WS005IN / nico. / nico.+
ネットインデックス製の音声端末。事実上“TT”の後継機とされ、Eメールの他にライトEメールにも対応。
WS007SH / W-ZERO3 [es]
シャープ製の音声端末。WS003SHを小型化し、数字キーを付加したもの。
WS008HA
ハギワラシスコム製のデータ通信カード端末。ExpressCard/34アダプタとして動作する。本体に256MBもしくは1GBのフラッシュメモリを内蔵し、リムーバブルディスクとしても使用可能となっている。
WS009KE / 9(nine) / 9(nine)+
ケーイーエス（現・アスモ）製の音声端末。フルブラウザ（Netfront）搭載、Eメール対応。後に、ネットインデックス製となった。
WS011SH / Advanced／W-ZERO3 [es]
WS007SHの後継機。筐体を小型化し、液晶画面が広くなり、無線LANやIrSimpleなどを搭載。
WS014IN
ネットインデックス製のデータ通信端末。W-SIM端末としては初のPCカード型端末。
WS016SH / WILLCOM D4
WS018KE / WILLCOM 9
KES製のnine/nine+後継機。ウィルコムブランドではSIM STYLE初の折りたたみ端末。後に、ネットインデックス製となった。
WS020SH / WILLCOM 03
スマートフォン初のワンセグ搭載端末。
WS023T / WILLCOM LU
東芝製の音声端末で、ウィルコム初のスライドタイプ。
WS024BF / どこでもWi-Fi
バッファロー製の電池駆動可能なAOSS対応無線LANルータで、ウィルコム・バッファロー・三洋電機の共同開発。有線LAN端子は無くW-SIM経由のダイアルアップによる接続にのみ対応。
WS026T / WILLCOM NS
東芝製の薄型インターネット端末（MID、但しインテルが提唱する規格とは異なる）。薄さ11mmでリフィルアダプタを介しシステム手帳に挟み込むことができる。W-SIMおよびWi-FiでWWWの閲覧などが可能。通話は出来ない。
WS027SH / HYBRID W-ZERO3
シャープ製のPHS/UMTSのデュアルモードを実現した、WS011SHの後継機。QWERTYキーは省略され、スライドでテンキーが現れるギミックになっている。なお、W-SIMを入れ替えた上で汎用UIMスロットにSIMカードを挿入することにより、GSM携帯電話としても利用可能。

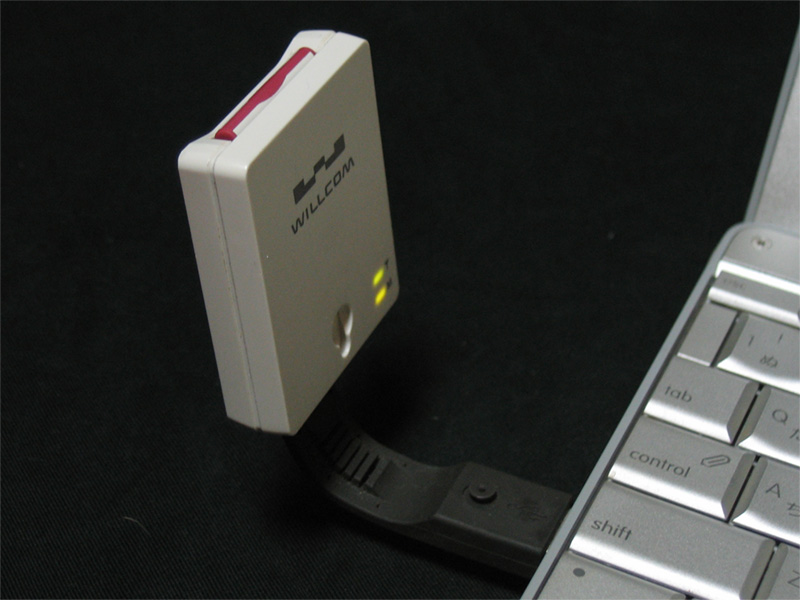
"DD"（WS002IN）
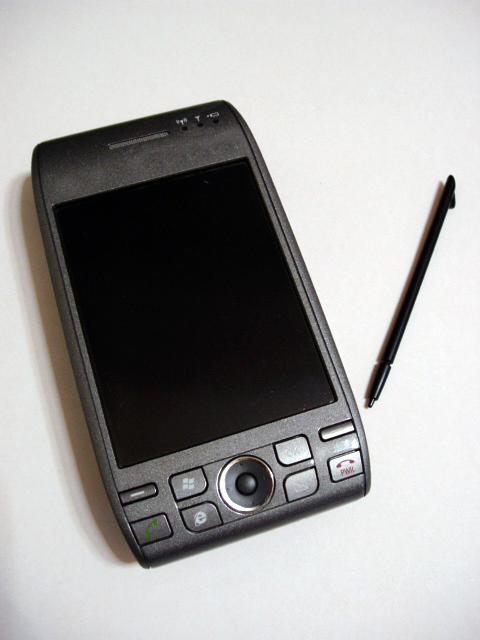
W-ZERO3（WS004SH）
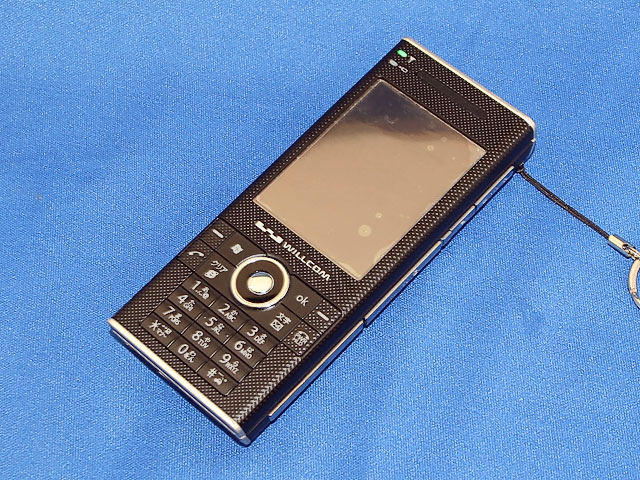
W-ZERO3 [es]（WS007SH）
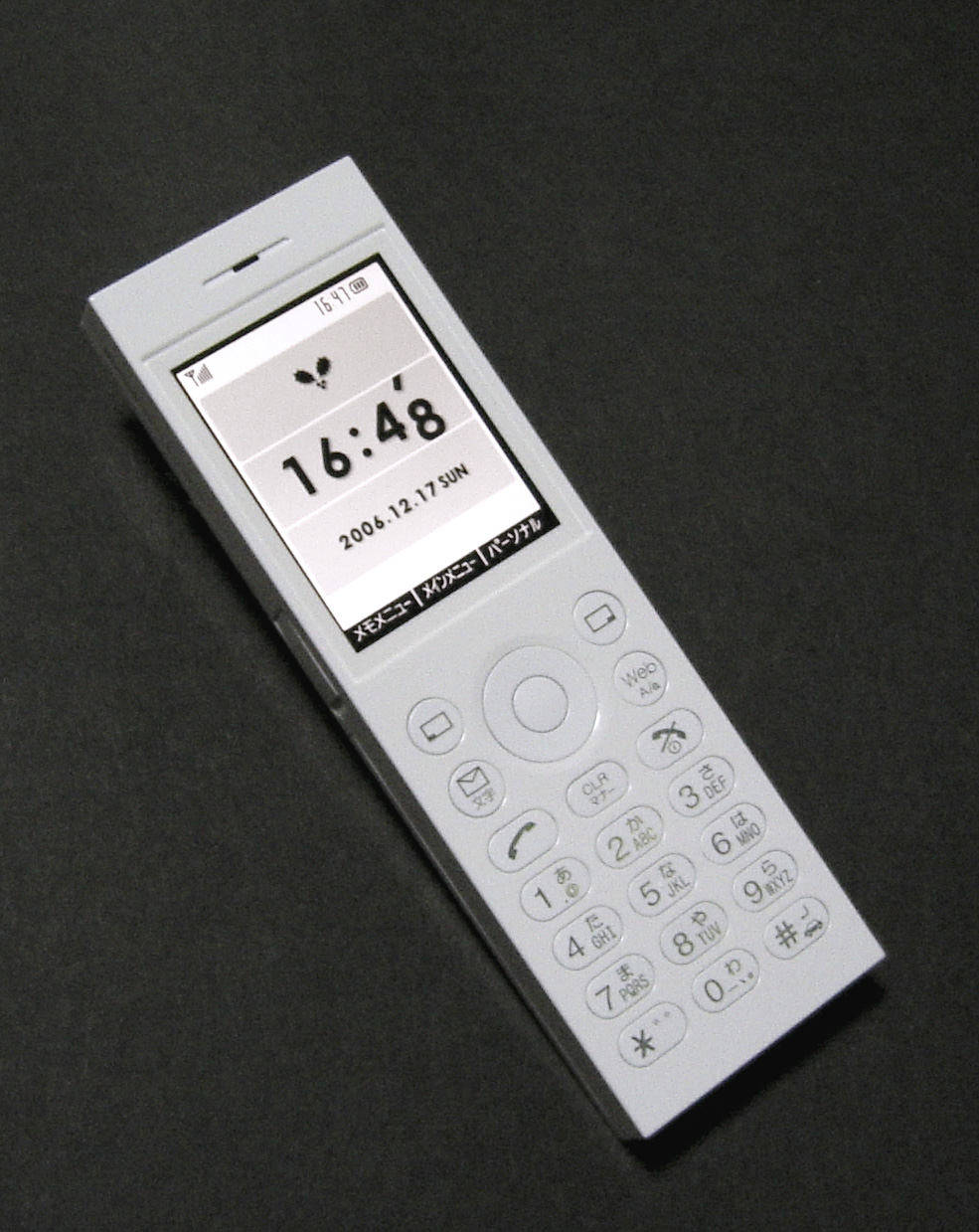
9, nine（WS009KE）

### ウィルコム以外のブランド
キッズケータイpapipo!（KK-B01～07）
バンダイ製、折り畳み型の音声端末。ウェブ・メールの料金体系がウィルコムブランドの機種とは多少異なった。また、Eメールのみ対応し、ライトメールには非対応。なお非公式情報では、ウィルコムブランドのシリーズ番号で006が欠番となっているのはpapipoの社内コードがWS006であるからとされており、イベントなどで並べられる場合にはnico.（WS005IN）とW-ZERO3[es]（WS007SH）の間に置かれることが多かった。
スーパーワンセグTV Watch
NECシステムテクノロジー製の腕時計型音声端末。ワンセグ（1セグメント放送）の視聴機能のほか、W-SIMにも対応し、音声通話・メール・ブラウザ機能を利用できる。アサヒビールの酒類商品の懸賞プレゼントとして企画された限定非売品であり、市販の予定はない。
SandgateWP
ソフィアシステムズ製の開発者向け端末。OSとしてLinuxを搭載したリファレンスモデル。
会議用スピーカーホン（KX-TS745JP）
パナソニック システムネットワークス製。同社製のKX-TS730JPS（有線電話回線向け）をベースに開発された。音声通話（ウィルコム定額プラン利用を想定）により、遠隔地どうしの会議を実現するための法人向け端末。有線電話回線での使用も可能。ウィルコムブランドの端末で010が欠けているのは、この端末が10番目だからとされている。
つないでイーサ（OSX-1）
サイレントシステムが開発しウルトラエックスが販売するW-SIMを利用したイーサネットアダプタ。ダイヤルアップブリッジ。2007年5月発売。
みっけ! GPS
ヴァーゴウェーブの開発した児童向け防犯システム。防犯ブザーと通信端末のセットで、通信端末にW-SIMを利用している。GPSを搭載し、位置情報の発信や指定の3箇所＋110番などの特定番号相手のみの音声通話が可能となっている。
Altel Smart speed（AS001）
アルテル製のデータ通信端末。USBアダプタとして動作する。同社製W-SIMのRX420AL専用で、同SIMの所有者に対しモニター用として、2007年7月のワイヤレスジャパン2007で300台が、その後アルテル社Webサイト上で300台がプレゼントされた。
カーナビ専用通信ユニットfor CARWINGS（WS012GS）
グループセンス製の日産自動車の提供する「カーウイングス」向け通信サービス「カーナビ専用サービス for CARWINGS」に対応した通信ユニット。通信ユニットの平型4芯オーディオケーブルを対応PHS・携帯電話に接続することで、ハンズフリーフォン機能として利用可能となっている。
USB接続型SIM STYLE ジャケット（USB-WSIM）
I/O DATA製のデータ通信端末。USBアダプタとして動作する。
福山通運ドライバー専用ハンディフォン
福山通運のセールスドライバーが利用する専用のハンディフォン。従来、ハンディターミナルに携帯電話を接続して使用していたものをW-SIMにより一体化したもの。
MR2100
ミヨシ電子製のハンディターミナルスマートフォン。福山通運ドライバー専用ハンディフォンの一般販売版。価格は30万円。
カーナビ専用サービス for carrozzeria 向け通信ユニット（WS021GS/WS022IN）
パイオニアが提供するカーナビゲーションシステム「carrozzeria」で利用可能な「カーナビ専用サービス for carrozzeria」に対応した通信ユニット。WS021GS（グループセンス製）は、通信ユニットの平型4芯オーディオケーブルを対応PHS・携帯電話に接続することで、着信のみハンズフリーフォン機能として利用可能となっている。
カーナビ専用サービス for internavi Premium Club 向け通信ユニット（WS017IN/BT001HK）
本田技研工業の提供する「インターナビ・プレミアムクラブ」で利用可能な「カーナビ専用サービス for internavi Premium Club」に対応した通信ユニット。WS017IN（ネットインデックス製）は、カーナビ本体とはUSBで接続する。BT001HKは、日立国際電気製。
RZ-H220
シャープ製のハンディターミナルスマートフォン。ベースはAdvanced/W-ZERO3[es]（WS011SH）。
NS001U
ネットインデックス製のデータ通信端末。USBアダプタとして動作する。他の通信カード系ジャケットと違いW-SIMを直接USBデバイスとして接続するジャケットであるため、W-SIM側のファームウェアの対応が必要であり、対応していないW-SIMでは全く使用できない。公式に対応しているのはRX420INのみ。またRX430ALはUSB動作モードを持ち、有志による非公式なドライバが存在する。
WX-WSADP
岩崎通信機製のPBX向けPHSアダプタ。最大2枚のW-SIMをISDN回線インターフェースに変換する。基本的には同社製のPBX装置向けで、公式に対応しているのはRX410INのみ。WXという型番になっているが、これは岩崎通信機の型番ルールに従ったもので、ウィルコムブランドの音声端末の型番とは関連性がない。